# Darum Sogn

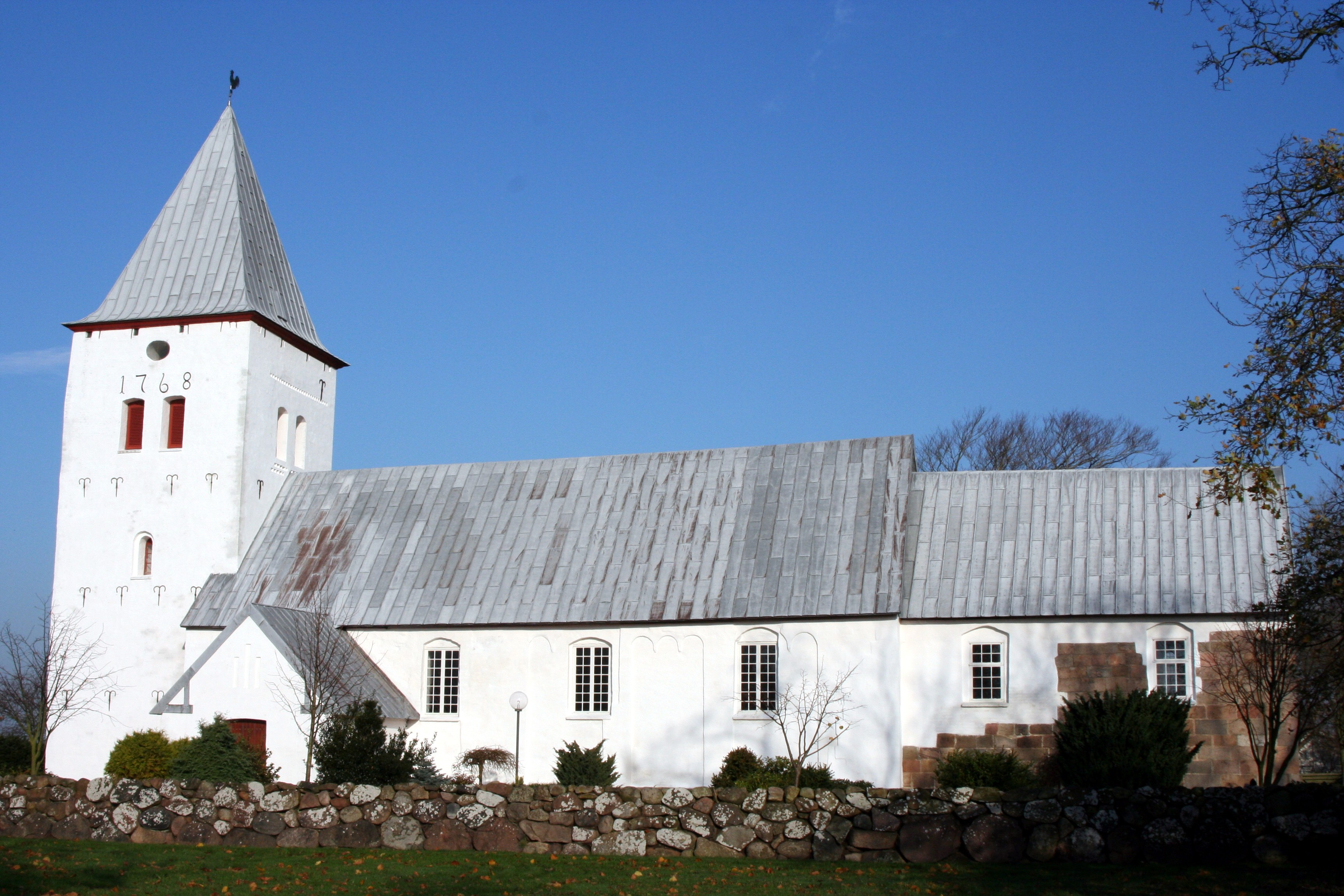
Kirche in Darum

Darum Sogn ist eine Kirchspielsgemeinde (dän.: Sogn)  im südlichen Dänemark. Bis 1970 gehörte sie zur Harde Gørding  Herred im damaligen Ribe Amt, danach zur Bramming Kommune im erweiterten Ribe Amt, die im Zuge der  Kommunalreform zum 1. Januar 2007 in der „neuen“  Esbjerg Kommune in der Region Syddanmark aufgegangen ist.
Im Kirchspiel leben 1251 Einwohner, davon 914 im Kirchdorf Store Darum (Stand:1. Januar 2023). Im Kirchspiel liegt die Kirche „Darum Kirke“.
Nachbargemeinden sind im Norden Bramming, im Osten Hunderup, im Süden Vilslev und im Nordwesten Sneum. Im Westen liegt das dänische Wattenmeer.